# توکوگاوا یوشیتومو
توکوگاوا یوشیتومو (انگلیسی: Yoshitomo Tokugawa; ۱ فوریهٔ ۱۹۵۰ – ۲۵ سپتامبر ۲۰۱۷) عکاس اهل ژاپن، نتیجهٔ آخرین شوگون از شوگون‌سالاری توکوگاوا، توکوگاوا یوشینوبو چهارمین رهبر خاندان توکوگاوا یوشینوبو بود.